# 印旛沼の怪獣

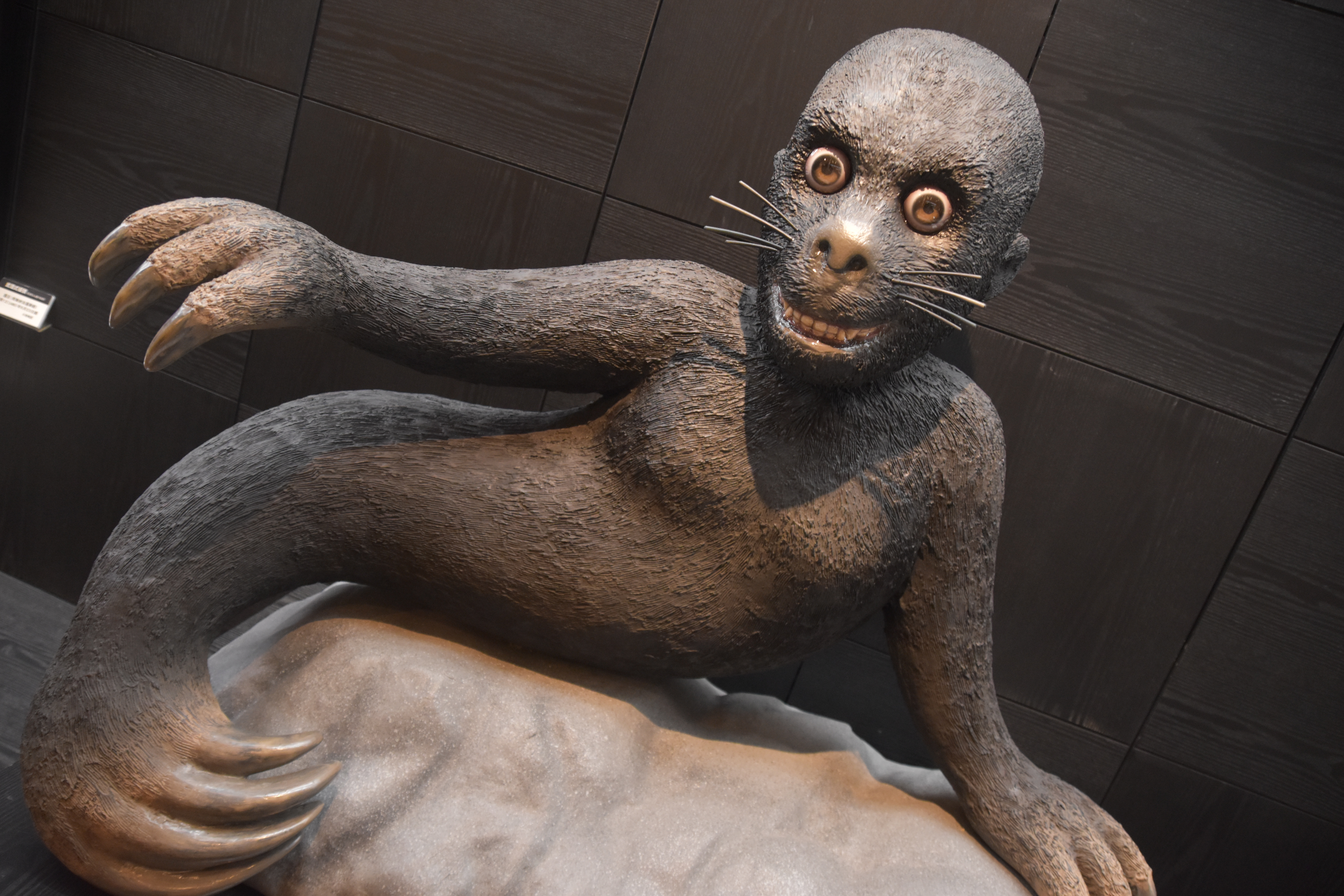
八千代市立郷土博物館による想像復元模型。

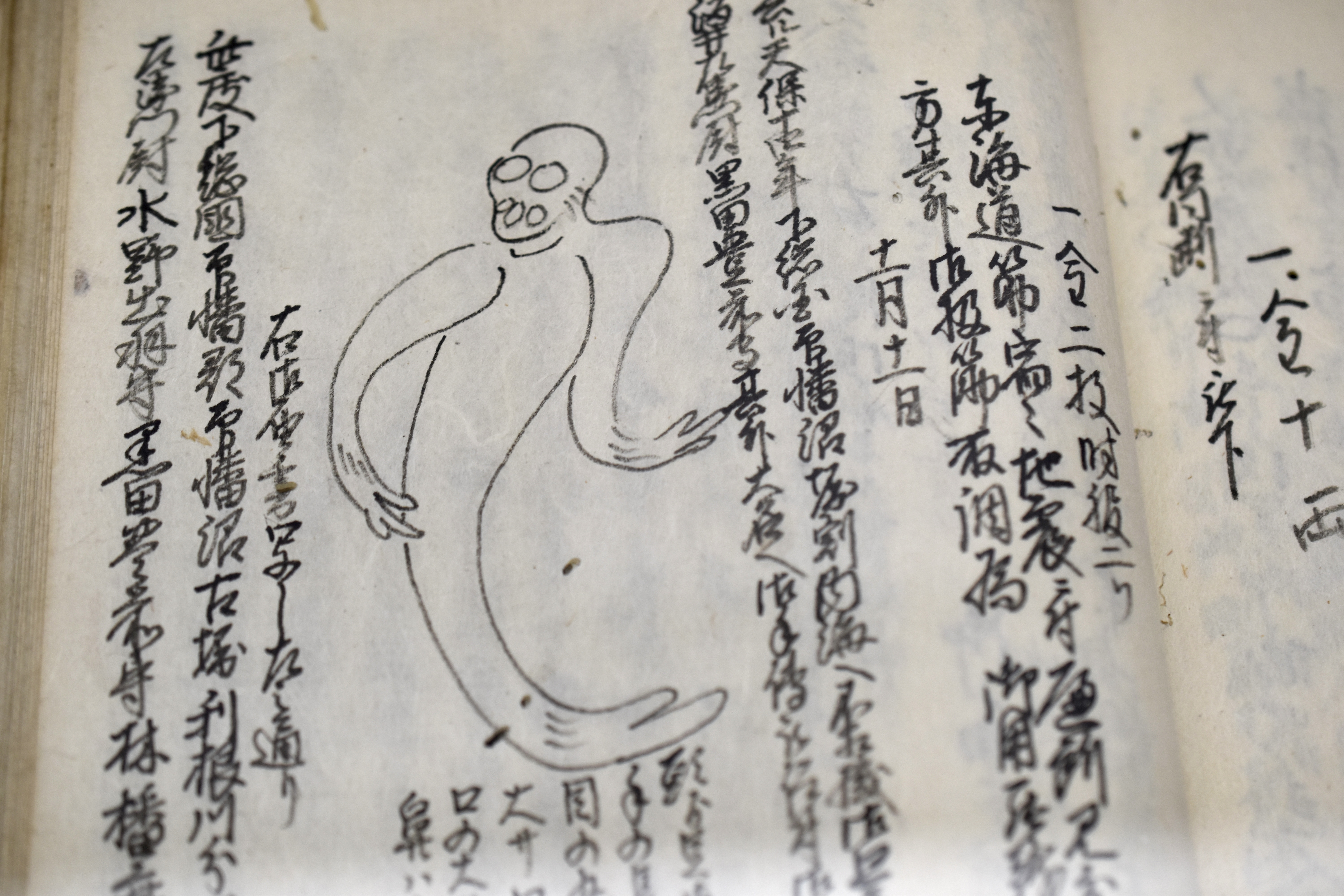
『天神七代地神五代大日本史年代治乱記附年代記』（1857年）。

印旛沼の怪獣（いんばぬまのかいじゅう）とは、江戸時代の1843年（天保14年）に今の千葉県北部である下総国の印旛沼に出現した正体不明の存在。不思議な力を発して江戸幕府の役人13人またはそれ以上を瞬殺した。別名には印旛沼主（読み不詳）、印旛沼出現怪獣（いんばぬましゅつげんかいじゅう）、印旛沼堀割筋出現怪獣（いんばぬまほりわりすじしゅつげんかいじゅう）などがある。

## 伝承

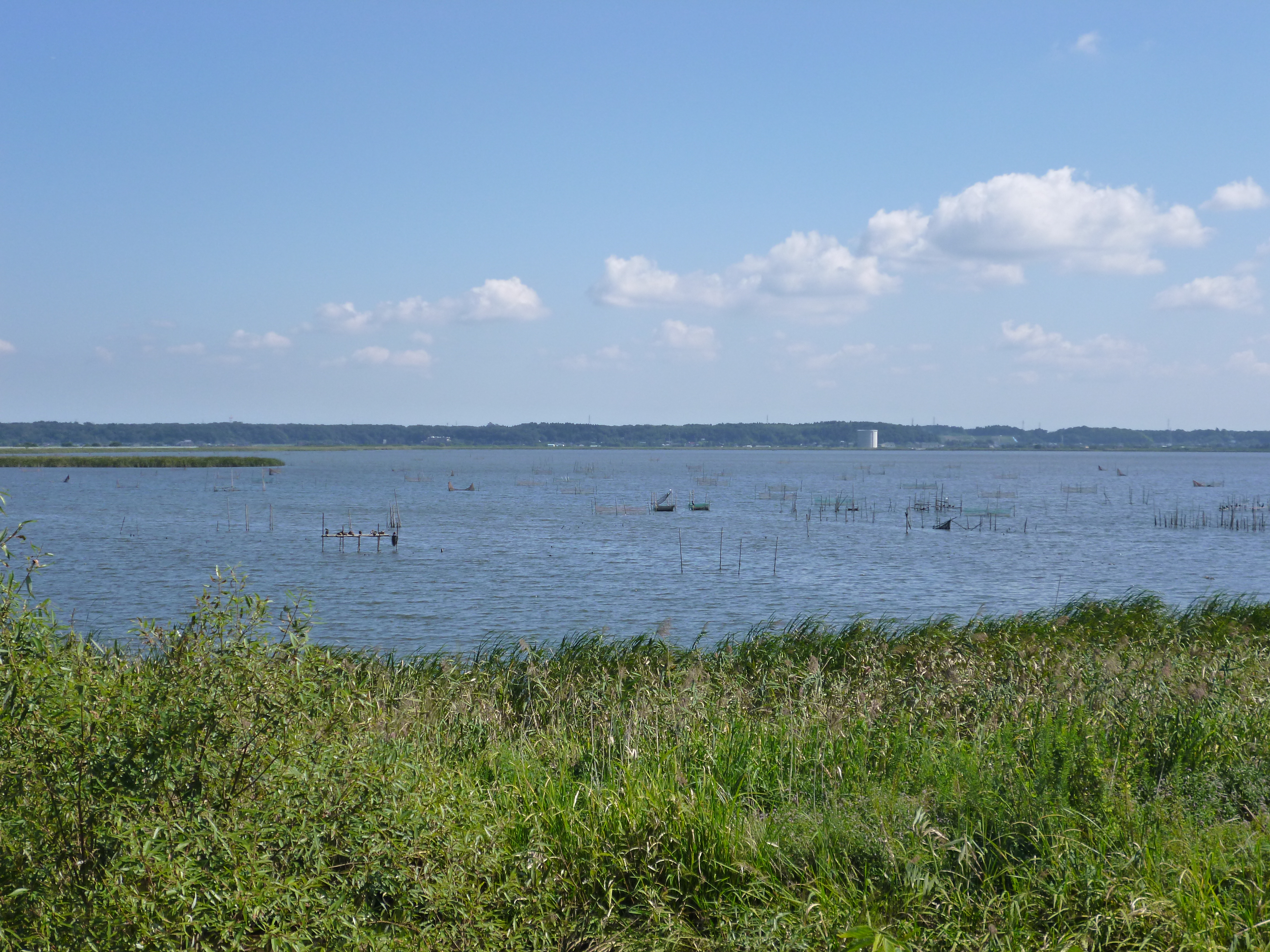
怪獣事件が起きた千葉県印旛沼。

江戸時代当時の印旛沼では、印旛沼干拓事業の一環として、幕府により、沼と利根川とをつなぐ水路開削工事（堀割工事）が行われていた。
怪獣事件を伝える記録は、当時の工事役人が天保14年9月2日（西暦:1843年9月25日）付で提出した報告書として残されている。
これによれば、印旛沼にて工事中、「弁天山」付近の底無し沼から濁り水が噴出する現象が発生した。役人らが監視していたところ、突然、暴風雨が起こり、この怪獣が出現した。怪獣は、体長1丈6尺（約4.8メートル）で全身が黒く、鼻の低い猿のような顔つきで、1尺（30センチメートル）もある爪を持っていた。
怪獣は、しばらく大きな岩の上に腰掛けていたが、突然、雷のような轟音を立てると、監視中の役人13人（またはそれ以上）が即死してしまい、生還した者達も重病になったという。その後の行方は不明だが、日本に出現した幻獣類のなかでも極めて凶悪な部類とされている。
山口敏太郎によれば、役人が大勢殺害される描写などから、幕府の印旛沼干拓に対する批判や皮肉を込めて、地元住民が創作した目撃談ではないかという。
千葉県八千代市の八千代市立郷土博物館では、2020年（令和2年）の展示でこの怪獣（印旛沼出現怪獣・印旛沼堀割筋出現怪獣とも表記）の立体模型を造り展示している。